# 樟树
樟树（学名：Camphora officinarum）是樟科常绿大乔木，别名香樟、本樟、乌樟、栳樟、樟仔，以往為製造樟腦的經濟樹種，因天然熬樟已沒落而改用化工合成樟油，目前只作景觀園林或防風樹種。
“樟”的由來有兩種說法：一是李時珍《本草綱目》記載，「其木理多紋章，故謂之樟」；二是其有香味，類似發散香氣的動物「獐」而得名。

## 形态
常綠喬木，树冠大，枝叶全年浓密；树高可达30米，胸高直径约3米，巨树级树高则可达46.40多米，胸围16米；全株散发特有清香气息的精油，花期2-4月，果期4-7月。
- 树干通直，树皮红褐、灰褐、暗褐色且具纵裂溝紋，皮孔不显著。
- 单叶互生，阔卵形或椭圆形，薄革质，全缘，表面深绿光滑，背面灰白色微有白粉，无毛；叶缘微呈波状，有离基三出脉，脉腋有明显腺体。
- 圆锥花序腋生于枝顶端，花小，多数，黄绿色，雌雄同花，花两性，花被6枚。
- 球形核果，径约0.5厘米，成熟时由绿色转为紫黑色，有光泽。

## 分布
原產於越南、中國大陸長江以南、粤港澳大灣區、台灣、韓國、日本，並且已被引入許多其它國家。见于湿润的山谷、山腰下、河流两岸、路旁等。
分布於東亞至澳大利亞、南太平洋。在台灣分布於中低海拔闊葉林，是台灣中低海拔主要樹種之一，其最適海拔為500~1800公尺的暖溫帶氣候區。

## 用途

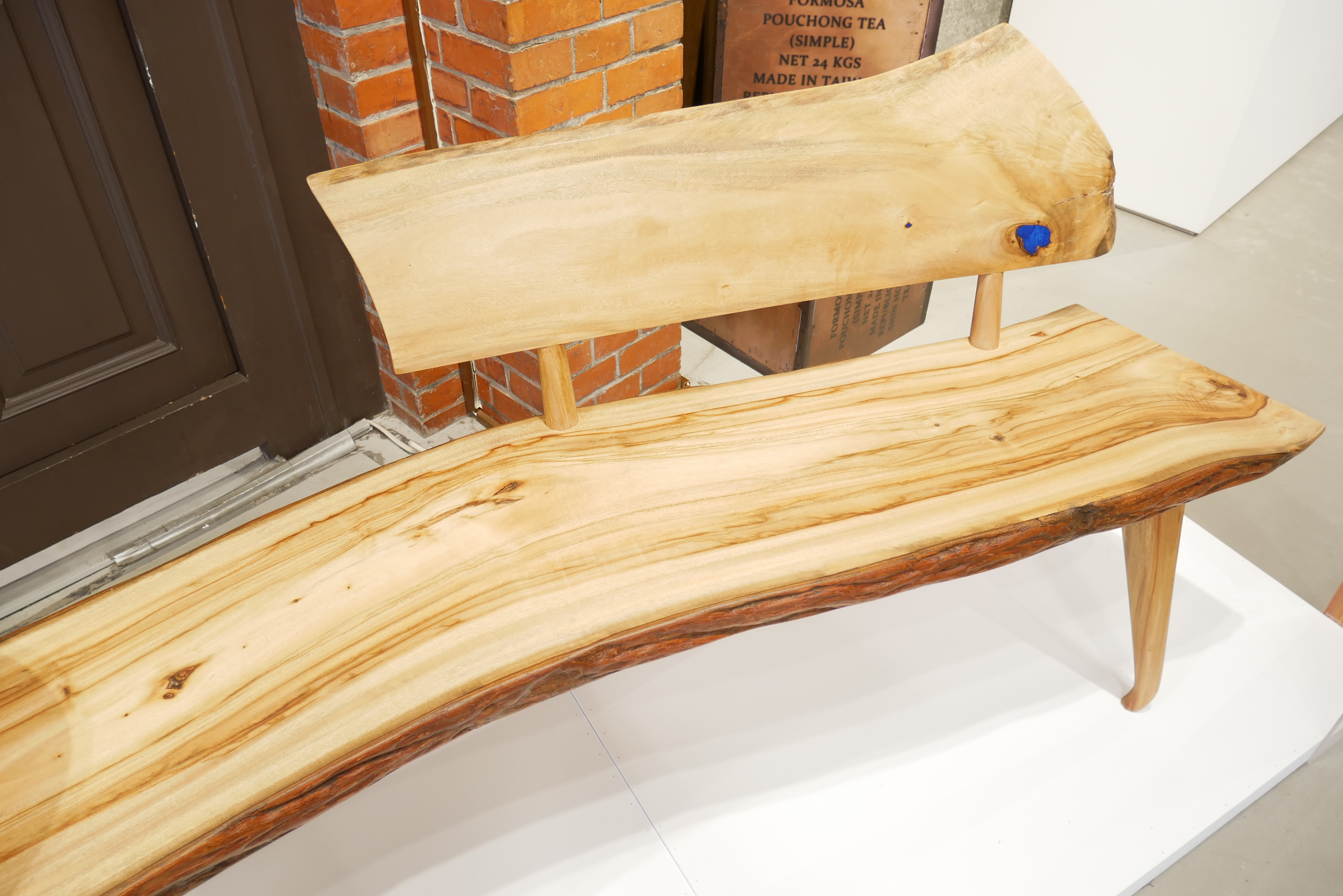
樟木製長椅

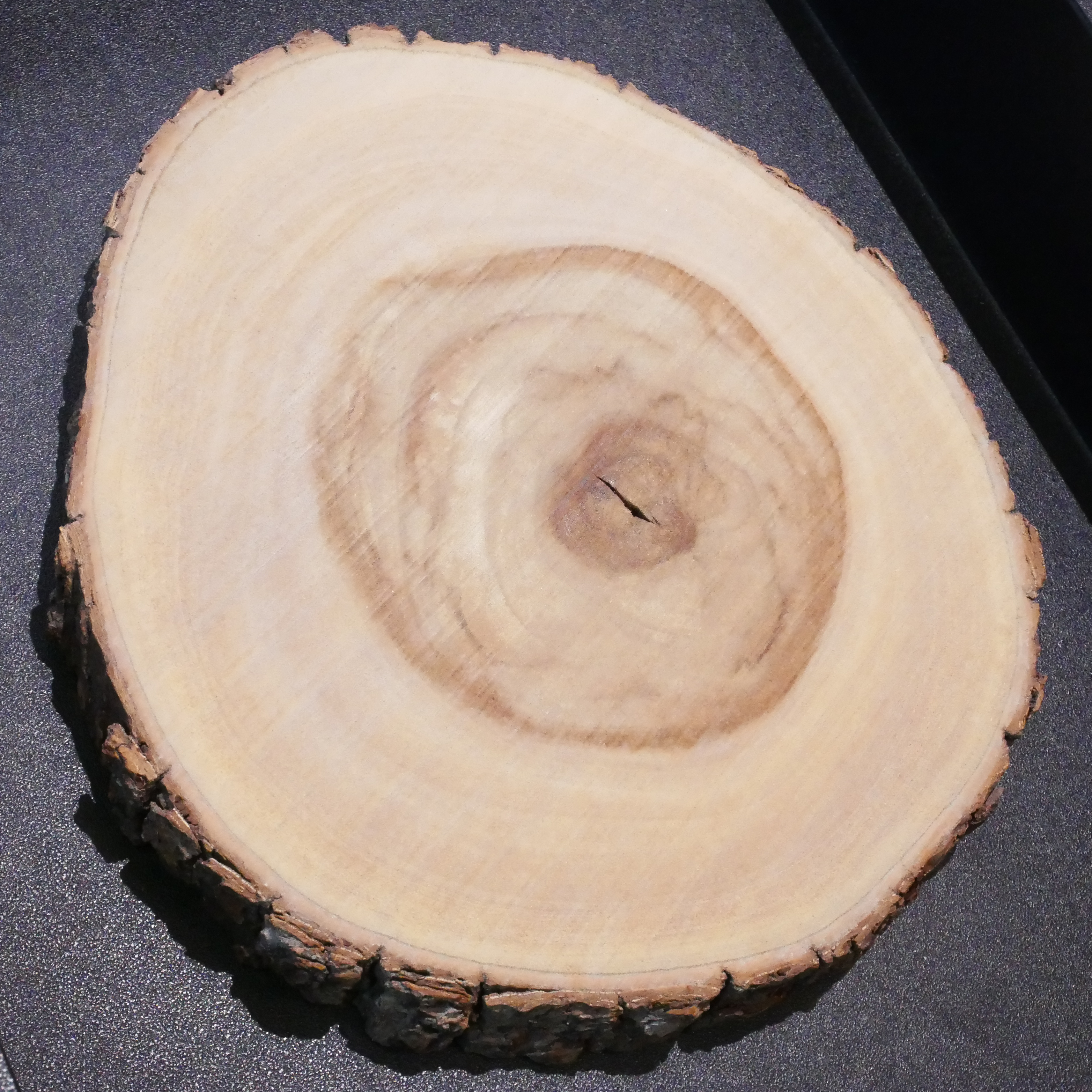
樟木年輪標本

- 根、木材、枝、葉均可提煉樟腦、樟腦油：一般將樹幹削成薄片，在腦寮中蒸餾出樟脑及樟腦油。初製品再經分餾等程序可製其他產品，主要供賽璐珞等工業使用。樟腦可供醫藥、塑料、炸藥、防腐、殺蟲等用；樟腦油可作農藥、肥皂、假漆及香精等原料。臺灣在二次大戰前，樟腦產量占世界約80%，與蔗糖、米並列三大出口品。
- 因木質芳香，抗蟲害、耐水濕，可作建材、造船、家具、雕刻用。
- 为常見的行道樹：枝葉濃密、樹形美觀，可作行道樹及防風林。
- 藥用：根、材：袪風散寒，溫中健胃，止癢止痛；根、幹、枝、葉：通竅，殺蟲，止痛。治心腹脹痛，牙痛，跌打，疥癬。
- 同屬異種樟樹，培養蕈類：

## 毒性
蠶豆症（G6PD缺乏症）患者不宜接觸樟腦之衍生製品萘丸及水晶腦，會產生溶血反應。

## 其他
樟树是中华人民共和国浙江省杭州市、宁波市、台州市，安徽省池州市、湖南省长沙市、常德市，江苏省苏州市、无锡市，江西省南昌市、九江市，四川省绵阳市，湖北省黄石市，中華民國臺灣苗栗縣、雲林縣、南投縣、臺南縣及日本下關市的市樹或縣樹。

## 延伸阅读
[在维基数据编辑]
 《欽定古今圖書集成·博物彙編·草木典·樟部》，出自陈梦雷《古今圖書集成》
 《植物名實圖考·樟》，出自吳其濬《植物名實圖考》
花期2~4月
果期4~7月